# Jeremy Wotherspoon
Jeremy Lee Wotherspoon (ur. 26 października 1976 w Humboldt) – kanadyjski łyżwiarz szybki, specjalista konkurencji sprinterskich. Wicemistrz olimpijski, wielokrotny medalista mistrzostw świata oraz wielokrotny zdobywca Pucharu Świata.

## Kariera

### Początki
Jeremy Wotherspoon międzynarodową karierę panczenisty rozpoczął od startów na mistrzostwach świata juniorów w 1995 roku, gdzie zajął 16. miejsce, a podczas następnych mistrzostw - 14. Na swoich pierwszych sprinterskich mistrzostwach świata w 1997 roku zajął 9. miejsce. W tym samym roku wystartował także na mistrzostwach świata na dystansach w Warszawie, gdzie w biegu na 500 m zajął dziesiąte miejsce, a na 1000 m był czwarty.
Pierwsze medale na światowej arenie zdobył w 1998 roku. Został wicemistrzem świata na mistrzostwach świata w wieloboju sprinterskim w Berlinie, a następnie wywalczył olimpijskie srebro podczas igrzysk w Nagano. Swój talent do wyścigów sprinterskich potwierdził zdobywając dwa medale: srebrny (1000 m) i brązowy (500 m) na mistrzostwach świata na dystansach w Calgary w 1998 roku.

### Najlepsze lata
W latach 1999–2005 Jeremy Wotherspoon zdobył łącznie 7 medali sprinterskich mistrzostw świata, na których triumfował czterokrotnie (1999, 2000, 2002 i 2003), dwukrotnie zdobył srebro, a raz medal brązowy. Również na mistrzostwach świata na dystansach zdobył siedem medali, w tym trzy złote (2001, 2003 i 2004), trzy srebrne i jeden brązowy. Jako specjalista w biegach sprinterskich wielokrotnie bił rekordy świata na dystansach 500 m i 1000 m. Z igrzysk olimpijskich Salt Lake City w 2002 roku wrócił jednak bez medalu. W tym samym czasie siedmiokrotnie triumfował w klasyfikacji generalnej Pucharu Świata na dystansie 500 m oraz pięciokrotnie na dystansie 1000 m.

### Schyłek kariery
Od 2006 roku nie notował już tylu sukcesów, zajmując między innymi dopiero 42. miejsce podczas mistrzostw świata w wieloboju sprinterskim w Heerenveen. Na podium nie stanął również na igrzyskach olimpijskich Turynie. Po krótkiej przerwie w 2007 roku Wotherspoon powrócił do wysokiej formy, i w 2008 roku zdobył złoto na mistrzostwach świata na dystansach w Nagano i srebro na sprinterskich mistrzostwach świata w Heerenveen. Wystąpił również na igrzyskach olimpijskich w Vancouver, zajmując dziewiąte miejsce w biegu na 500 m i czternaste na 1000 m.
Od 9 listopada 2007 roku jest rekordzistą świata w biegu na 500 m. Rekordowy czas – 34,03 s uzyskał w Salt Lake City.
W 2008 roku został uhonorowany Nagrodą Oscara Mathisena.
Jego siostra Danielle również uprawiała łyżwiarstwo szybkie.

## Sukcesy

### Igrzyska Olimpijskie
| Rok  | 500 m  | źródło           | 1000 m | źródło           |
| ---- | ------ | ---------------- | ------ | ---------------- |
| 1998 | srebro | SpeedSkatingNews | 6.     | SpeedSkatingNews |
| 2002 | DNF    | SpeedSkatingNews | 13.    | SpeedSkatingNews |
| 2006 | 9.     | SpeedSkatingNews | 11.    | SpeedSkatingNews |
| 2010 | 9.     | SpeedSkatingNews | 14.    | SpeedSkatingNews |

### Mistrzostwa świata

#### Mistrzostwa świata w wieloboju sprinterskim
| Rok  | lokata | źródło      |
| ---- | ------ | ----------- |
| 1997 | 9.     | ISU Results |
| 1998 | srebro | ISU Results |
| 1999 | złoto  | ISU Results |
| 2000 | złoto  | ISU Results |
| 2001 | brąz   | ISU Results |
| 2002 | złoto  | ISU Results |
| 2003 | złoto  | ISU Results |
| 2004 | srebro | ISU Results |
| 2005 | srebro | ISU Results |
| 2006 | 42.    | ISU Results |
| 2007 | -      |             |
| 2008 | srebro | ISU Results |

#### Mistrzostwa świata na dystansach
| Rok  | 500 m  | źródło           | 1000 m | źródło      | 1500 m | źródło      |
| ---- | ------ | ---------------- | ------ | ----------- | ------ | ----------- |
| 1996 | DNF    | SpeedSkatingNews | -      |             | -      |             |
| 1997 | 10.    | SpeedSkatingNews | 4.     | ISU Results | -      |             |
| 1998 | brąz   | SpeedSkatingNews | srebro | ISU Results | -      |             |
| 1999 | 20.    | SpeedSkatingNews | -      |             | 23.    | ISU Results |
| 2000 | brąz   | SpeedSkatingNews | 4.     | ISU Results | -      |             |
| 2001 | srebro | SpeedSkatingNews | złoto  | ISU Results | -      |             |
| 2003 | złoto  | SpeedSkatingNews | 9.     | ISU Results | -      |             |
| 2004 | złoto  | SpeedSkatingNews | srebro | ISU Results | -      |             |
| 2005 | brąz   | SpeedSkatingNews | 8.     | ISU Results | -      |             |
| 2007 | -      |                  | -      |             | -      |             |
| 2008 | złoto  | SpeedSkatingNews | 4.     | ISU Results | -      |             |

#### Mistrzostwa świata juniorów
| Rok  | lokata | źródło      |
| ---- | ------ | ----------- |
| 1995 | 16.    | ISU Results |
| 1996 | 14.    | ISU Results |

## Zdobyte medale
| zawody                      | złoto | srebro | brąz |
| --------------------------- | ----- | ------ | ---- |
| Igrzyska olimpijskie        | 0     | 1      | 0    |
| MŚ na dystansach            | 4     | 3      | 3    |
| MŚ w wieloboju sprinterskim | 4     | 4      | 1    |

## Rekordy

### Rekordy życiowe
- 500 m – 34.03 (9 listopada 2007 – Salt Lake City)
- 1000 m – 1:07.03 (11 listopada 2007 – Salt Lake City)
- 1500 m – 1:46.18 (28 grudnia 2005 – Calgary)
- 3000 m – 4:02.17 (26 października 2002 – Calgary)
- 5000 m – 7:37.36 (10 marca 1996 – Calgary)

### Rekordy świata
Jeremy Wotherspoon w swojej karierze dziesięciokrotnie ustanawiał rekordy świata.
- 1000 m – 1:10,16 (29 grudnia 1997 – Calgary)
- 1000 m – 1:09,09 (15 stycznia 1999 – Calgary)
- 500 m – 34,76 (20 lutego 1999 – Calgary)
- 1000 m – 1:08,66 (20 lutego 1999 – Calgary)
- 1000 m – 1:08,49 (12 stycznia 2000 – Calgary)
- 500 m – 34,63 (29 stycznia 2000 – Calgary)
- 1000 m – 1:08,35 (18 marca 2000 – Calgary)
- 1000 m – 1:08,28 (11 marca 2001 – Salt Lake City)
- 1000 m – 1:07,72 (1 grudnia 2001 – Salt Lake City)
- 500 m – 34,03 (9 listopada 2007 – Salt Lake City)